# Нова (волейбольный клуб)
«Нова» — российский мужской волейбольный клуб из Новокуйбышевска. Основан в 1993 году, до 2003 года носил название «Октан». Высшее достижение команды — 7-е место в чемпионате России (2004/05).

## История
Волейбольный клуб «Октан» создан 1 ноября 1993 года в Новокуйбышевске решением руководства Новокуйбышевского нефтеперерабатывающего завода во главе с Виктором Тарховым на базе команды «Автомобилист» (Самара), выступавшей в первой лиге чемпионата России. Первым тренером «Октана» стал бывший наставник «Автомобилиста» Анатолий Андриянов; в сезоне-1995/96 командой руководил заслуженный тренер Республики Казахстан Александр Запевалов, а в мае 1996 года коллектив возглавил Александр Чёрный.
В сезоне-1998/99 «Октан» занял 3-е место в суперлиге «Б» и в связи с расширением сильнейшего дивизиона до 12 команд, перешёл в Суперлигу. Задержаться в ней команде не удалось — дебют в элите российского волейбола завершился предпоследним местом. В последующее десятилетие коллектив из Самарской области, трижды возвращался в Суперлигу (причём каждый раз с первой попытки) и трижды выбывал из неё. В 2003 году команда была переименована в «Нову» в связи с появлением титульного спонсора — газовой компании «Новатэк», а Чёрный стал совмещать должности главного тренера и исполнительного директора клуба.
Наивысшего достижения «Нова» добилась в сезоне 2004/05 годов, когда поднялась на седьмое место в Суперлиге. Лидерами команды были серебряный призёр Олимпийских игр в Сеуле-1988 Юрий Чередник, один из самых результативных игроков чемпионата России Александр Климкин, капитан — связующий Максим Ворежонков и ветераны команды нападающие Сергей Смирнов и Сергей Пугачёв. Ярко смотрелись молодые воспитанники клуба — либеро Евгений Петропавлов и центральный блокирующий Александр Абросимов, по окончании сезона получивший приглашение от чемпиона страны — «Локомотива-Белогорья».
Стабильность состава и сильная игра лидеров помогла подопечным Александра Чёрного задержаться в Суперлиге на 4 сезона, однако по итогам скоротечного первенства-2006/07 «Нова», несмотря на усиление состава в лице опытных нападающих Андрея Анкудовича и Костадина Стойкова, была вынуждена покинуть элитный дивизион российского чемпионата. В 11 матчах предварительного этапа новокуйбышевцы одержали лишь одну победу, но в турнире за 9—12-е места едва не зацепились за спасительное 10-е место, одержав 8 побед в 12 матчах плей-аут. В 2008 году вернувшуюся в Суперлигу команду возглавлял Сергей Грибов, при этом больших изменений в составе не произошло (новобранцами коллектива были либеро Максим Максимов и итальянский доигровщик Кристиан Казоли, расторгнувший контракт с клубом по ходу сезона). Чемпионат-2008/09 для команды сложился неудачно — «Нова» заняла последнее место и в очередной раз выбыла из Суперлиги.
В 2010 году состав покинули прежние лидеры — Александр Климкин, Сергей Пугачёв, Антон Филатов и Андрей Анкудович, руководство клуба взяло курс на омоложение команды. Летом 2011 года Александр Чёрный принял решение сосредоточиться на административной деятельности и новым главным тренером коллектива стал ранее работавший с женской командой «Динамо-Янтарь» Сергей Алексеев, однако после 6-го тура, когда «Нова» занимала последнее место в чемпионате команд высшей лиги «А» Чёрный вернулся к тренировочному процессу, а его помощником стал Александр Климкин, в марте 2012 года утверждённый в должности главного тренера.
По окончании сезона-2012/13 состоялась встреча Александра Чёрного с представителем спонсора клуба, на которой было объявлено, что в связи с сокращением объёмов финансирования команда прекратит участие в чемпионате России. 31 июля 2013 года на совещании в министерстве спорта Самарской области достигнута договорённость о возобновлении финансирования и сохранении профессионального статуса. Первый сезон обновлённая «Нова» завершила на 6-м месте, а по его завершении укрепила все основные позиции игроками с опытом выступления в Суперлиге. Клуб подписал контракты со связующим Валентином Стрильчуком, центральным Владимиром Съёмщиковым, доигровщиками Дмитрием Макаренко и Олегом Хмелевским, а по ходу сезона — с заслуженным мастером спорта диагональным Романом Яковлевым. В первенстве высшей лиги «А»-2014/15 «Нова» финишировала третьей и стала участником переходного турнира, по результатам которого получила право вернуться в Суперлигу. В августе 2015 года воспитанник клуба Иван Подребинкин в составе старшей молодёжной сборной России стал победителем чемпионата мира U23 в Дубае.
До начала сезона-2015/16 прежний главный тренер «Новы» Александр Климкин возглавил «Нижний Новгород», а наставником новокуйбышевской команды стал Константин Брянский. Её состав пополнили сразу пять игроков из покинувшего Суперлигу «Прикамья» (Владимир Якимов, Иван Козицын, Сергей Бусел, Александр Царёв и Александр Коннов), экс-капитан «Югры-Самотлора» доигровщик Дмитрий Леонтьев, либеро Евгений Галатов из «Кузбасса»; в то же время завершили карьеру Максим Ворежонков, Евгений Петропавлов и Роман Яковлев. В чемпионате России, проводившемся по круговой системе без плей-офф, «Нова» заняла 11-е место.

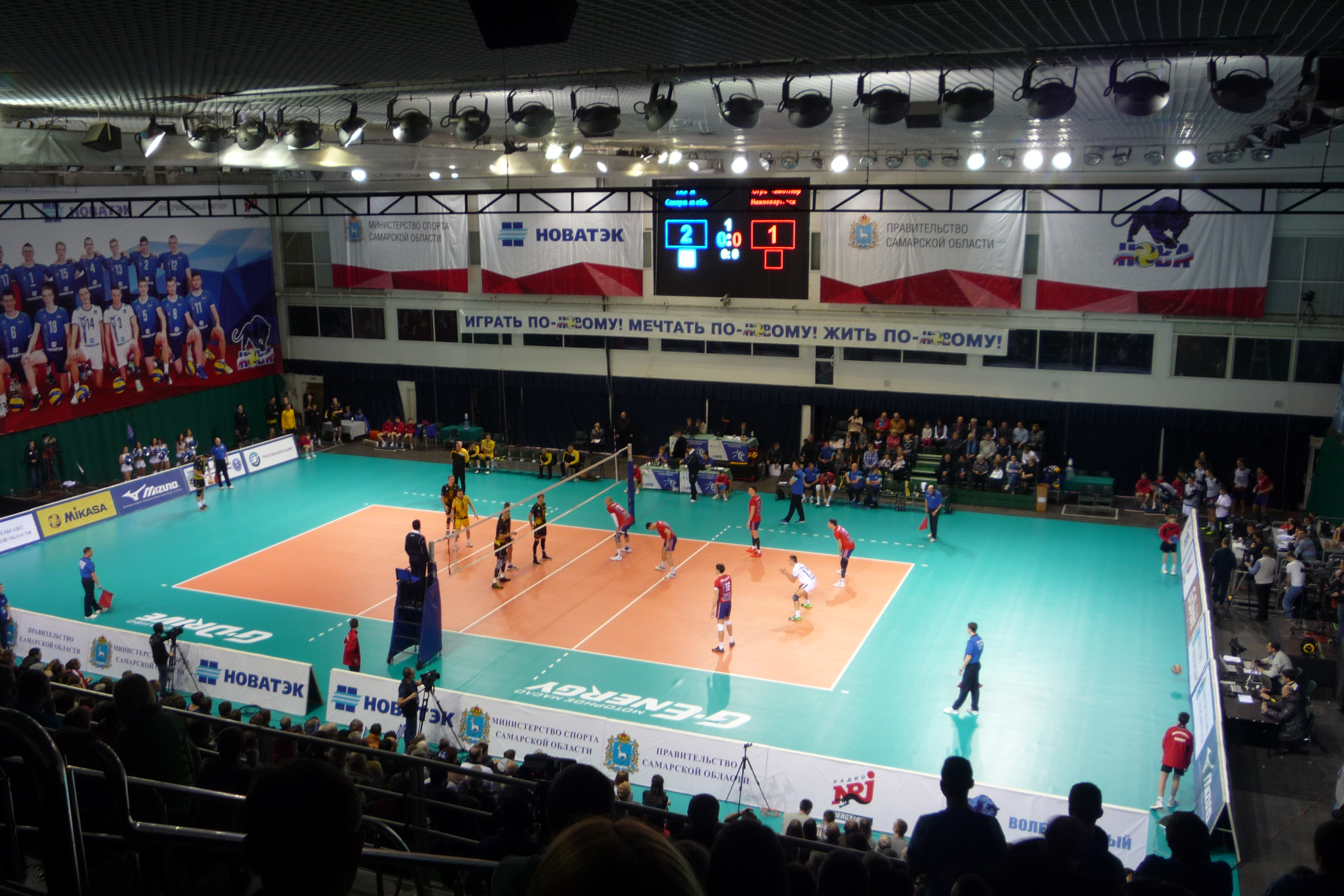
«Нова» — «Самотлор» (2:3), 8 января 2017 года. Первый матч «Новы» в Самаре

В конце декабря 2016 года под предлогом развития волейбола в Самарской области было принято решение о проведении клубом последующих домашних матчей в Самаре, в спортивном комплексе «МТЛ-Арена». В первом матче в Самаре, состоявшемся 8 января 2017 года, «Нова», ведя по ходу встречи 1:0 и 2:1 по партиям, уступила «Югре-Самотлору» со счётом 2:3. По сравнению с прошлым сезоном команда поднялась в турнирной таблице на одну строчку вверх. Новобранец коллектива диагональный Никита Алексеев стал вторым по результативности игроком регулярного чемпионата, а Сергей Бусел возглавил рейтинг лучших блокирующих. В серии плей-офф за выход в «Финал шести» подопечные Константина Брянского уступили новосибирскому «Локомотиву».
В свой 25-й сезон в чемпионатах России и 10-й в Суперлиге «Нова» вступала в заметно изменённом составе. В межсезонье команду пополнили связующий Чеслав Свентицкис, диагональный Романас Шкулявичус, доигровщики Александр Мочалов и Тодор Скримов, а позднее к ним также присоединился Денис Бирюков. Основную пару блокирующих третий сезон составляли Сергей Бусел и капитан команды Владимир Съёмщиков. «Нова» отметилась значительным прогрессом в игре, а в целом ряде матчей демонстрировала очень сильный характер — по ходу регулярного чемпионата самарцы провели 10 тай-брейков и 9 из них выиграли. В сериях плей-офф «Нова» смогла навязать борьбу казанскому «Зениту» и «Белогорью», но всё же не прошла более именитых соперников и в итоге финишировала на 8-м месте. Романас Шкулявичус, ставший самым результативным волейболистом «регулярки» и вторым по результативности по итогам всего чемпионата-2017/18, получил вызов в сборную России и в её составе завоевал золотую медаль турнира Лиги наций.
В октябре 2018 года капитан «Новы» Владимир Съёмщиков обратился к губернатору Самарской области Дмитрию Азарову, сообщив о задолженностях по выплатам зарплаты. Спустя полтора месяца главный тренер команды Константин Брянский перешёл в московское «Динамо», взяв с собой Съёмщикова, Романаса Шкулявичуса и Алексея Кабешова, а из Москвы в Самару отправились либеро Алексей Чанчиков и диагональный Александр Ковалёв. Клуб также расстался с приглашённым в межсезонье кубинцем Йорданом Биссетом и Денисом Бирюковым. Под руководством Александра Горбаткова «Нова», лидером которой по ходу сезона стал 23-летний доигровщик Фёдор Воронков, завершила чемпионат на 10-й строчке турнирной таблицы.
Летом 2019 года Фёдор Воронков выиграл со сборной России Лигу наций и пополнил состав казанского «Зенита». Кроме него, из «Новы» ушли связующие Чеслав Свентицкис и Владислав Жлоба, диагональные Иван Подребинкин и Александр Ковалёв, доигровщик Антон Ботин. В то же время клуб пригласил опытного доигровщика Андрея Титича и вернул своих воспитанников — Александра Чефранова и Дениса Шенкеля. Со старта чемпионата России-2019/20 «Нова» потерпела 11 поражений подряд и по ходу этой серии сменила главного тренера. Под руководством Юрия Филиппова команда не смогла уйти с последнего места в турнирной таблице, но имела право остаться в Суперлиге, поскольку матчи плей-аут не были сыграны из-за распространения COVID-19. В июне 2020 года министерство спорта Самарской области объявило, что «Нова» не сможет выступать в следующем сезоне в Суперлиге по причине недостаточного финансирования. Команда перешла в высшую лигу «А», где в сезоне-2020/21 заняла 6-е место.
В сентябре 2021 года «Нова» стала победителем Кубка Буробина — альтернативного Кубка России для команд высшей лиги «А». Этот трофей стал первым в истории новокуйбышевского клуба и мужского профессионального волейбола Самарской области. Под руководством Алексея Бабешина «Нова» в сезоне-2021/22 выиграла высшую лигу «А» и вернулась в Суперлигу. Летом 2022 года команду возглавил Игорь Шулепов. От состава, который играл в высшей лиге «А», остались пять игроков: капитан Александр Чефранов, Николай Бескровный, Григорий Драгунов, Кирилл Фиалковский и Сергей Жуков. В команду вернулись ранее выступавшие за неё игроки: Сергей Бусел, Никита Ерёмин, Виталий Папазов. Сезон-2022/23 получился для «Новы» сложным: в конце первого круга чемпионата Шулепова на посту главного тренера сменил Олег Согрин, но команда так и не смогла побороться за выход в плей-офф и в итоге заняла 15-е место.

## Результаты в чемпионате России
| Сезон   | Лига                 | Место | И  | В  | П  | С/П    | Главный тренер                           |
| ------- | -------------------- | ----- | -- | -- | -- | ------ | ---------------------------------------- |
| 1993/94 | 1-я лига (II)        | 9-е   |    |    |    |        | Анатолий Андриянов                       |
| 1994/95 | 1-я лига (II)        | 4-е   |    |    |    |        | Анатолий Андриянов                       |
| 1995/96 | Высшая лига (II)     | 11-е  |    |    |    |        | Александр Запевалов                      |
| 1996/97 | Высшая лига (II)     | 7-е   |    |    |    |        | Александр Чёрный                         |
| 1997/98 | Суперлига «Б» (II)   | 3-е   | 35 | 19 | 16 | 74:60  | Александр Чёрный                         |
| 1998/99 | Суперлига «Б» (II)   | 3-е   | 30 | 20 | 10 | 70:47  | Александр Чёрный                         |
| 1999/00 | Суперлига (I)        | 11-е  | 31 | 8  | 23 | 49:75  | Александр Чёрный                         |
| 2000/01 | Высшая лига «А» (II) | 2-е   | 42 | 33 | 9  | 110:55 | Александр Чёрный                         |
| 2001/02 | Суперлига (I)        | 12-е  | 44 | 8  | 36 | 45:118 | Александр Чёрный                         |
| 2002/03 | Высшая лига «А» (II) | 2-е   | 42 | 30 | 12 | 104:54 | Александр Чёрный                         |
| 2003/04 | Суперлига (I)        | 12-е  | 34 | 15 | 19 | 62:70  | Александр Чёрный                         |
| 2004/05 | Суперлига (I)        | 7-е   | 29 | 12 | 17 | 47:62  | Александр Чёрный                         |
| 2005/06 | Суперлига (I)        | 9-е   | 34 | 12 | 22 | 57:81  | Александр Чёрный                         |
| 2006/07 | Суперлига (I)        | 11-е  | 23 | 9  | 14 | 38:52  | Александр Чёрный                         |
| 2007/08 | Высшая лига «А» (II) | 1-е   | 44 | 33 | 11 | 113:50 | Александр Чёрный                         |
| 2008/09 | Суперлига (I)        | 12-е  | 34 | 8  | 26 | 44:85  | Сергей Грибов                            |
| 2009/10 | Высшая лига «А» (II) | 6-е   | 44 | 23 | 21 | 85:86  | Александр Чёрный                         |
| 2010/11 | Высшая лига «А» (II) | 10-е  | 44 | 16 | 28 | 64:93  | Александр Чёрный                         |
| 2011/12 | Высшая лига «А» (II) | 9-е   | 44 | 18 | 26 | 74:94  | Сергей Алексеев, Александр Чёрный        |
| 2012/13 | Высшая лига «А» (II) | 9-е   | 44 | 18 | 26 | 69:91  | Александр Климкин                        |
| 2013/14 | Высшая лига «А» (II) | 6-е   | 44 | 24 | 20 | 86:82  | Александр Климкин                        |
| 2014/15 | Высшая лига «А» (II) | 3-е   | 44 | 28 | 16 | 100:68 | Александр Климкин                        |
| 2014/15 | Переходный турнир    | 2-е   | 6  | 3  | 3  | 13:10  | Александр Климкин                        |
| 2015/16 | Суперлига (I)        | 11-е  | 26 | 9  | 17 | 38:61  | Константин Брянский                      |
| 2016/17 | Суперлига (I)        | 10-е  | 28 | 9  | 19 | 42:69  | Константин Брянский                      |
| 2017/18 | Суперлига (I)        | 8-е   | 31 | 15 | 16 | 56:69  | Константин Брянский                      |
| 2018/19 | Суперлига (I)        | 10-е  | 36 | 14 | 22 | 61:79  | Константин Брянский, Александр Горбатков |
| 2019/20 | Суперлига (I)        | 14-е  | 19 | 3  | 16 | 15:54  | Александр Горбатков, Юрий Филиппов       |
| 2020/21 | Высшая лига «А» (II) | 6-е   | 31 | 14 | 17 | 49:67  | Максим Ворежонков                        |
| 2021/22 | Высшая лига «А» (II) | 1-е   | 47 | 38 | 9  | 124:55 | Алексей Бабешин                          |
| 2022/23 | Суперлига (I)        | 15-е  | 36 | 9  | 27 | 42:88  | Игорь Шулепов, Олег Согрин               |
| 2023/24 | Суперлига (I)        | 11-е  | 38 | 13 | 25 | 55:90  | Олег Согрин                              |
| 2024/25 | Суперлига (I)        | 14-е  | 28 | 4  | 24 | 28:76  | Олег Согрин                              |

## Сезон-2024/25

### Переходы
- Пришли: связующий Никола Йовович («Верона», Италия), диагональный Евгений Рыбаков, доигровщики Егор Феоктистов (оба — «Урал»), Михаил Данилов (МГТУ) и Андрей Титич, центральные блокирующие Андрей Ананьев (оба — «Зенит» Санкт-Петербург), Михаил Кулыгин («Югра-Самотлор»), Михаил Падо («Динамо»), либеро Евгений Заступов («Зенит» Санкт-Петербург).
- Ушли: связующий Аршдип Досандж, диагональный Виталий Папазов («Газпром-Югра»), доигровщики Олег Антонов («Гроттаццолина», Италия), Савелий Поздняков и Максим Пурин (оба — МГТУ), центральные блокирующие Николай Бескровный («Газпром-Югра»), Сергей Рохин («Югра-Самотлор»), Владимир Съёмщиков («Динамо-ЛО») и Кирилл Пиун, либеро Григорий Драгунов (МГТУ).
- Дозаявлен: доигровщик Никита Аксютин.

### Состав команды
| №                       | Имя                     | Год рождения            | Рост                    |                         |                         |
| Центральные блокирующие | Центральные блокирующие | Центральные блокирующие | Центральные блокирующие | Центральные блокирующие | Центральные блокирующие |
| ----------------------- | ----------------------- | ----------------------- | ----------------------- | ----------------------- | ----------------------- |
| 1                       | Андрей Ананьев          | 1992                    | 205                     |                         |                         |
| 2                       | Михаил Кулыгин          | 1994                    | 205                     |                         |                         |
| 8                       | Михаил Падо             | 2003                    | 207                     |                         |                         |
| 17                      | Михаил Щербаков         | 1985                    | 197                     |                         |                         |
| Связующие               |                         |                         |                         |                         |                         |
| 9                       | Никола Йовович          | 1992                    | 197                     |                         |                         |
| 15                      | Олег Терентьев          | 2001                    | 200                     |                         |                         |
| Диагональные            |                         |                         |                         |                         |                         |
| 4                       | Евгений Рыбаков         | 1995                    | 209                     |                         |                         |
| 16                      | Денис Литвинов          | 1997                    | 202                     |                         |                         |

| №                                  | Имя              | Год рождения | Рост        |             |             |
| Доигровщики                        | Доигровщики      | Доигровщики  | Доигровщики | Доигровщики | Доигровщики |
| ---------------------------------- | ---------------- | ------------ | ----------- | ----------- | ----------- |
| 3                                  | Андрей Титич     | 1986         | 202         |             |             |
| 5                                  | Егор Феоктистов  | 1993         | 203         |             |             |
| 6                                  | Максим Шпилёв    | 1986         | 203         |             |             |
| 7                                  | Михаил Данилов   | 2002         | 202         |             |             |
|                                    | Никита Аксютин   | 1994         | 199         |             |             |
| Либеро                             |                  |              |             |             |             |
| 11                                 | Евгений Заступов | 2001         | 191         |             |             |
| 12                                 | Никита Ерёмин    | 1990         | 182         |             |             |
| Главный тренер — Олег Согрин       |                  |              |             |             |             |
| Старший тренер — Максим Ворежонков |                  |              |             |             |             |

## Молодёжная команда
Команда «Нова-2» с сентября 2015 года на протяжении 5 лет выступала в Молодёжной волейбольной лиге. В сезоне-2017/18 под руководством Юрия Алексушина и Максима Ворежонкова стала бронзовым призёром чемпионата и Кубка Молодёжной лиги.
После выхода в Суперлигу в сезоне-2022/23 у «Новы» вновь появилась молодёжная команда, которую возглавил местный тренер Александр Сергеевич Фель.

## Арена
С 2017 года основной домашней площадкой команды для проведения матчей Суперлиги является «МТЛ Арена» (Самара, улица Советской Армии, 253А), трибуны которой вмещают 2200 зрителей.
Ряд матчей основной команды и игры молодёжной команды проводятся в физкультурно-оздоровительном комплексе «Октан» (Новокуйбышевск, проспект Победы, 1Г), вмещающем 2000 зрителей.